# Chrysolina analis
Chrysolina analis  (лат.) — вид жуков подсемейства хризомелин (Chrysomelinae) из семейства листоедов (Chrysomelidae). Распространён в Европе (от юга Франции, севера Италии, юга Фенноскандии, Центральной и Восточной Европы восточнее до Урала), на севере Кавказа и в Алжире.

## Описание
Длина тела жуков 3,5—6,5 мм. Тело жуков тёмно-синее, реже ярко-синее или зелёное. Середина переднеспинки и голова почти гладкие и блестящие. Переднеспинка лишена бокового кантика. Бороздки надкрылий в задней части сглаженные; имеется красная кайма на переднеспинки, которая проходит до наружного ряда точек. Надкрылья у самцов матовые.

## Экология
Кормовыми растениями особей являются представители родов полынь (Artemisia) и тысячелистник (Achillea) (тысячелистник обыкновенный), оба рода из семейства астровых. Насекомые предпочитают песчаные местности, в том числе песчаные и старые гравийные карьеры. Взрослых жуков редко можно встретить на кормовых растениях, они обычно живут под камнями и лишайниками.